# Station Nasproué
De halte Nasproué, gelegen tussen de stations Verviers-Est (op 2.958 m) en Dolhain (op 1.913 m) op spoorlijn 37 van de Belgische Spoorwegen, werd geopend op 8 juni 1890.
Er stond een klein stationsgebouw dat reisbiljetten 2e en 3e klasse afleverde met bestemmingen naar een paar stations op de lijn.
De halte werd een onbemande stopplaats die eerst sloot op 10 maart 1918, dan weer even opende op 1 augustus tot 1 oktober 1918 (officiële sluiting pas op 2 januari 1920).